# Cyperus blysmoides
Cyperus blysmoides är en halvgräsart som beskrevs av Ferdinand von Hochstetter och Charles Baron Clarke. Cyperus blysmoides ingår i släktet papyrusar, och familjen halvgräs. Inga underarter finns listade i Catalogue of Life.